# ویکتور اسکومین
ویکتور اسکومین (روسی: Ви́ктор Андре́евич Ску́мин؛ زادهٔ ۳۰ اوت ۱۹۴۸) یک روان‌پزشک اهل روسیه است. پژوهش‌های او در زمینه علم آسیب‌شناسی روانی همانند سندروم اسکومین (نوعی اضطراب) بود. ویکتور اسکومین در ۳۰ اوت سال ۱۹۴۸ در پنزا زاده شد.